# Formosatettix pustulatus
Formosatettix pustulatus är en insektsart som beskrevs av Sigfrid Ingrisch 2001. Formosatettix pustulatus ingår i släktet Formosatettix och familjen torngräshoppor. Inga underarter finns listade i Catalogue of Life.